# Třinec centrum (Trzyniec Centrum)
Třinec centrum (Trzyniec Centrum) – przystanek kolejowy w Trzyńcu, w kraju morawsko-śląskim, w Czechach.  

## Historia
Pierwsze plany budowy nowego przystanku kolejowego w Trzyńcu powstały w 2001 roku. Powodem decyzji o budowie przystanku było oddalenie stacji kolejowej od dzielnic mieszkaniowych. Budowa peronów przystanku rozpoczęła się we wrześniu 2012 roku. Otwarcie przystanku nastąpiło w dniu 20 czerwca 2013 roku. Przystanek jest w pełni przystosowany dla osób niepełnosprawnych. Wybudowano dwa zewnętrzne perony o długości 300 metrów i wysokości 55 centymetrów powyżej poziomu szyn. Na peronach zamontowano częściowo przeszklone zadaszenie dla pasażerów. Wejście na przystanek kolejowy jest możliwe zarówno poprzez schody oraz windy zamontowane w przejściu podziemnym. Na peronach zlokalizowano elektroniczne wyświetlacze. W listopadzie 2013 roku otwarto dla ruchu przepust pod torami oraz kasę biletową. Przystanek posiada dwujęzyczną nazwę, gdyż ponad 10% mieszkańców gminy to przedstawiciele mniejszości polskiej.